# 火の竜清徳
火の竜 清徳（ひのりゅう きよのり、1970年1月19日 - ）は、東京都日野市出身で高砂部屋所属の元大相撲力士・元飲食店経営者・現在は株式会社KP所属のタレント。本名は平野 清徳（ひらの きよのり）。身長185cm、体重155kg、血液型B型。最高位は東幕下48枚目（1995年9月場所）。
火の竜の名は大相撲力士時代の1986年9月場所から四股名として名乗り始めて以降、タレントに転身した現在も芸名として名乗り続けている。

## 来歴
- 1985年3月場所初土俵。
- 序二段に在位していた1990年1月場所11日目には5戦全勝同士で入門3場所目の武蔵丸と対戦し敗れた。ちなみに同場所は同取組以外を全て勝ち6勝1敗の好成績を修め、翌3月場所では14場所ぶりに三段目に復帰、同時に自己最高位も更新した。
- 部屋の兄弟子・熊翁が十両に在位していた時期は、長期間に亘り付け人を担っていた。
- 後に幕下まで昇進したが、主に三段目の土俵が長く、自己最高位の東幕下48枚目に昇進した1995年9月場所を最後に廃業（1996年10月迄、年寄の襲名を伴わない引退は「廃業」と呼ばれ、年寄の襲名を伴う場合と区別されていた）。
- 廃業後は、元・熊翁が埼玉県熊谷市で営んでいたちゃんこ料理店「相撲茶屋 熊翁」に勤めていたが、1997年に熊翁が交通事故で他界した後は同料理店の経営を引き継ぎ、2020年2月まで営業を続けた。
- 現在はKONISHIKIが所属している芸能プロダクションでタレント活動も行っている。
- フジテレビのバラエティ番組「めちゃ×2イケてるッ!」の人気コーナー「単位上等!爆走数取団」のライバル・関取団のリーダーとして有名になった（数取団でのエピソードは同コーナーの項目を参照）。
- 「数取団」コーナーが、山本圭壱の不祥事で途中打ち切りになってからは、番組に出演することはなかったが、2007年10月20日放送の「只今参上 色とり忍者」で1年振りに特別出演（しかし、禿げていることが発覚した[1])。
- 2010年2月20日放送分から始まったコーナー「集中寺」の和尚役で同番組に復帰。しかしこのコーナーもメンバーの休業や新メンバー加入に伴うコーナー再編の為、比較的短期間で終了した。
- 2011年、小錦八十吉の新曲「ドスコイ・ダンシング」では攻勢力勇、泉州山喜裕らとともにバックダンサーを務めた。
- 2013年5月、「めちゃ×2イケてるッ!」の「帰れまSTEP」にて、失敗したダンサーに活を入れる和尚役として登場（ゲスト出演者にドラマ「一休さん2」の子役チームが出演していたため）。岡村隆史に「関取団の人ですよね？」と問われるも何も答えずに去って行った。

## 戦績
- 生涯成績：221勝220敗（64場所）

### 場所別成績
| | 一月場所 初場所（東京） | 三月場所 春場所（大阪） | 五月場所 夏場所（東京） | 七月場所 名古屋場所（愛知） | 九月場所 秋場所（東京） | 十一月場所 九州場所（福岡） |
| --- | ----------------------- | ----------------------- | ----------------------- | --------------------------- | ----------------------- | --------------------------- |
| 1985年 （昭和60年） | x                       | （前相撲）              | 東序ノ口42枚目 4–3      | 西序ノ口4枚目 2–5           | 西序ノ口25枚目 3–4      | 西序ノ口27枚目 4–3          |
| 1986年 （昭和61年） | 西序ノ口筆頭 2–5        | 西序ノ口18枚目 4–3      | 東序二段126枚目 1–6     | 西序ノ口14枚目 3–4          | 西序ノ口26枚目 3–4      | 東序ノ口24枚目 4–3          |
| 1987年 （昭和62年） | 東序二段132枚目 2–5     | 東序ノ口12枚目 5–2      | 東序二段108枚目 2–5     | 東序二段139枚目 3–4         | 東序二段156枚目 7–0     | 西三段目100枚目 1–6         |
| 1988年 （昭和63年） | 西序二段35枚目 1–6      | 西序二段78枚目 5–2      | 西序二段43枚目 4–3      | 東序二段18枚目 3–4          | 西序二段40枚目 3–4      | 東序二段58枚目 3–4          |
| 1989年 （平成元年） | 西序二段75枚目 6–1      | 東序二段8枚目 3–4       | 東序二段32枚目 3–4      | 東序二段53枚目 5–2          | 西序二段12枚目 2–5      | 西序二段41枚目 3–4          |
| 1990年 （平成2年） | 東序二段62枚目 6–1      | 西三段目98枚目 3–4      | 西序二段17枚目 6–1      | 東三段目60枚目 3–4          | 西三段目77枚目 3–4      | 西三段目94枚目 6–1          |
| 1991年 （平成3年） | 西三段目40枚目 4–3      | 西三段目25枚目 4–3      | 東三段目15枚目 3–4      | 東三段目29枚目 3–4          | 東三段目45枚目 5–2      | 西三段目18枚目 5–2          |
| 1992年 （平成4年） | 西幕下55枚目 2–5        | 東三段目17枚目 4–3      | 西三段目5枚目 3–4       | 東三段目17枚目 2–5          | 西三段目45枚目 4–3      | 東三段目31枚目 4–3          |
| 1993年 （平成5年） | 西三段目14枚目 3–4      | 東三段目27枚目 6–1      | 西幕下50枚目 1–6        | 西三段目19枚目 4–3          | 西三段目6枚目 3–4       | 東三段目21枚目 5–2          |
| 1994年 （平成6年） | 西幕下59枚目 3–4        | 西三段目13枚目 3–4      | 東三段目32枚目 4–3      | 東三段目19枚目 3–4          | 東三段目35枚目 1–6      | 西三段目68枚目 4–3          |
| 1995年 （平成7年） | 東三段目50枚目 6–1      | 東三段目4枚目 3–4       | 西三段目22枚目 4–3      | 西三段目9枚目 5–2           | 東幕下48枚目 引退 2–5–0 | x                           |
| 各欄の数字は、「勝ち-負け-休場」を示す。 優勝 引退 休場 十両 幕下 三賞：敢=敢闘賞、殊=殊勲賞、技=技能賞 その他：★=金星 番付階級：幕内 - 十両 - 幕下 - 三段目 - 序二段 - 序ノ口 幕内序列：横綱 - 大関 - 関脇 - 小結 - 前頭（「#数字」は各位内の序列） |                         |                         |                         |                             |                         |                             |

## 改名歴
- 平野 清徳（ひらの きよのり）1985年3月場所-1986年7月場所
- 火の竜 清徳（ひのりゅう-）1986年9月場所-1995年9月場所